# DECADENCE (GRANRODEOの曲)
『DECADENCE』（デカダンス）は、2006年8月23日にLantisより発売されたKISHOWとe-ZUKAによるロックユニットGRANRODEOの3枚目のシングルである。

## 解説
前作「Infinite Love」から2か月連続リリースとなる2006年2作目のシングル。表題曲はOVA『鬼公子炎魔』のエンディングテーマとして使用された。
カップリングの「ケンゼンな本能」は詞先の楽曲。言葉数がとても多かったので、e-ZUKAは「作曲作業が大変だった。もし曲が先だったら、違ったメロディになっていた」と語っている。

## 収録曲
（全作詞：谷山紀章、作曲・編曲：飯塚昌明）
1. DECADENCE
2. ケンゼンな本能
3. DECADENCE (off vocal)
4. ケンゼンな本能 (off vocal)

## 収録アルバム
| 曲名           | アルバムタイトル                | 備考           |
| -------------- | ------------------------------- | -------------- |
| DECADENCE      | RIDE ON THE EDGE                | 1stアルバム    |
| ケンゼンな本能 | RIDE ON THE EDGE                | 1stアルバム    |
| ケンゼンな本能 | GRANRODEO B‐side Collection "W" | ベストアルバム |